# 인천백화점
인천백화점(仁川百貨店)은 인천광역시 중구 인현동에 위치했던 백화점이다. 1989년에 설립했으나 IMF사태 당시 부도를 맞고 사라졌다.